# Tramonti
Tramonti é uma comuna italiana da região da Campania, província de Salerno, com cerca de 3.938 habitantes. Estende-se por uma área de 24 km², tendo uma densidade populacional de 164 hab/km². Faz fronteira com Cava de' Tirreni, Corbara, Lettere (NA), Maiori, Nocera Inferiore, Nocera Superiore, Pagani, Ravello, Sant'Egidio del Monte Albino.

## Demografia
| Variação demográfica do município entre 1861 e 2011                               |
|                                                                                   |
| Fonte: Istituto Nazionale di Statistica (ISTAT) - Elaboração gráfica da Wikipedia |